# Isothrix pagurus
Isothrix pagurus é uma espécie de roedor da família Echimyidae.
É endêmica do Brasil, onde é encontrado do rio Madeira a leste, até o rio Tapajós, e ao norte até o baixo rio Negro.